# Lago di Arezzo
Il lago di Arezzo è un piccolo bacino artificiale sito in Umbria, a 400 metri s.l.m., tra la provincia di Terni e la provincia di Perugia.

## Descrizione
Il lago si trova tra i monti Martani, lungo la strada provinciale 418 che conduce da Acquasparta a Spoleto. È anche conosciuto come "lago di Firenzuola", dal nome del paese che lo domina. Venne formato intorno agli anni sessanta dallo sbarramento del torrente Maroggia.
Il lago è formato grazie allo sbarramento del torrente Maroggia con la diga di Arezzo, il cui primo progetto è stato elaborato nel 1955 con lo scopo di modularne le piene. Il progetto esecutivo è del 1956, approvato dal ministero per i lavori pubblici nel 1958, anno in cui sono iniziati lavori ultimati poi nel 1962. La diga è stata infine collaudata nel 1964 dopo aver richiesto una spesa complessiva di circa 500 milioni di Lire, la movimentazione di 18000 metri cubi di terra e 65000 metri cubi di calcestruzzo. Dal 1977 è utilizzato anche come bacino irriguo, grazie ad una capienza di 6,5 milioni di metri cubi d'acqua (di cui 3,6 dedicati all'irrigazione ed il resto alla modulazione delle piene) e ad una particolare opera di presa che è mantenuta poco sotto il livello dell'acqua così da garantire una temperatura tollerabile dalle colture.
Il bacino lacustre, incastonato fra le colline, non è facilmente raggiungibile: le due uniche vie di accesso si presentano infatti piuttosto accidentate, la prima dal cimitero di Firenzuola, l'altra dal paese di Messenano. Per questa ragione il lago non è molto frequentato, se non da qualche pescatore che vi si reca per catturare pesci quali la carpa ed persico reale. Tra la fauna ittica vi si trova inoltre l'alborella, il cavedano, il persico trota, il luccio e la trota.